# Wereldkampioenschap dammen 1933 (match)
De match om het wereldkampioenschap dammen 1933 werd gespeeld van zaterdag 11 november 1933 tot vrijdag 17 november 1933 tussen de Fransen Marius Fabre en Maurice Raichenbach. De wereldtitel werd gewonnen door Maurice Raichenbach met een score van 11-9.

## Resultaten
| Rang | Land | Naam                | 1 | 2 | 3 | 4 | 5 | 6 | 7 | 8 | 9 | 10 | punten |
| ---- | ---- | ------------------- | - | - | - | - | - | - | - | - | - | -- | ------ |
| 1    | FRA  | Maurice Raichenbach | 2 | 1 | 1 | 1 | 1 | 1 | 0 | 2 | 1 | 1  | 11     |
| 2    | FRA  | Marius Fabre        | 0 | 1 | 1 | 1 | 1 | 1 | 2 | 0 | 1 | 1  | 9      |

Toernooi:
1912 · 
1925 · 
1928 · 
1931 · 
1948 · 
1952 · 
1956 · 
1960 · 
1964 · 
1968 · 
1972 · 
1976 · 
1978/79 · 
1980 · 
1982 · 
1983 · 
1984 · 
1986 · 
1988 · 
1990 · 
1992 · 
1994 · 
1996/97 · 
2001 · 
2003 · 
2005 · 
2007 · 
2009 · 
2011 ·
2013 ·
2015 ·
2017 ·
2019 ·
2021 ·
2023 ·
2025

Match:
1932 · 
1933 · 
1934 · 
1936 · 
1936 · 
1937 · 
1938 · 
1945 · 
1947 · 
1951 · 
1954 · 
1958 · 
1959 · 
1961 · 
1965 · 
1968 · 
1969 · 
1972 · 
1973 · 
1974/75 · 
1979 · 
1981 · 
1983 · 
1984 · 
1985 · 
1987 · 
1990 · 
1991 · 
1993/94 · 
1996 · 
1998 · 
2003 · 
2004 · 
2006 · 
2009 ·
2013 ·
2015 ·
2016 ·
2018/19 ·
2022 ·
2024